# Kedougou virus
Il virus Kedougou (Kedougou virus, KEDV) è un arbovirus della famiglia Flaviviridae, genere Flavivirus, appartiene al IV gruppo dei virus a ((+) ssRNA). 
Il virus è stato isolato per la prima volta in Senegal nel 1971.
Il KEDV appartiene al gruppo del virus della Dengue (DENV). 
Esso è presente endemicamente nella regione di Kédougou, da cui prende il nome, insieme ad altri arbovirus del genere Favivirus come: il virus della febbre gialla (YFV), West Nile (WNV), Dengue (DENV), Chikungunya (CHIKV), Crimean Congo haemorrhagic fever (CCHFV), Zika virus (ZIKV), and Rift Valley fever viruses (RVFV). KEDV è stato anche isolato da zanzare Aedes circumluteolus raccolte a Ndumu, KwaZulu-Natal, Sud Africa.